# 有名人の皆様ゴメンなさい…ビートたけしの超国民的バラエティ噂のあの人この事件 そこまでバラすか! ウワサの真相 年内決着スペシャル
『有名人の皆様ゴメンなさい…ビートたけしの超国民的バラエティ噂のあの人この事件 そこまでバラすか! ウワサの真相 年内決着スペシャル』（ゆうめいじんのみなさまゴメンなさい…ビートたけしのちょうこくみんてきバラエティうわさのあのひとこのじけん そこまでバラすか! ウワサのしんそう ねんないけっちゃっくスペシャル）は、1993年12月31日（金曜） 21:00 - 23:30 にテレビ朝日系列局で放送された特別番組である。テレビ朝日とオフィス・トゥー・ワン（本番組ではオフィス・トゥ・ワン表記）の共同制作。
ビートたけしの冠番組で、芸能人や政治家のカツラ疑惑やホモ疑惑といったゴシップネタを該当人物のイニシャルを用いて暴露していた。たけしとラモス瑠偉と落合博満による対談も行われた。ただし、1994年はたけしがその年に起こしたバイク事故でのリハビリ中のため上岡龍太郎が代役並びに冠番組として放送されたが、1995年以降は放送されていない。

## 出演者
- ビートたけし
- 小宮悦子
- 上岡龍太郎
- ヒロミ
- 飯島愛
- 舛添要一
- 大竹まこと
- 篠原勝之
- 加賀まりこ
- 上田哲
- ラモス瑠偉
- 落合博満
- デヴィ・スカルノ

## スタッフ
基本は『ビートたけしのTVタックル』のスタッフが制作
- 企画：北村英一（テレビ朝日）
- 構成：関秀章 ほか
- ナレーター：大森章督、郷里大輔 ほか
- スタジオ技術：テイクシステムズ 本郷勝則 ほか
- ロケ技術：インフ
- 美術：テレビ朝日クリエイト
- 編集・MA：麻布プラザ 辻泰治 ほか
- 選曲効果：白根沢修
- プロデューサー：澤将晃（テレビ朝日）、こもだ義邦
- 制作：テレビ朝日、オフィス・トゥー・ワン